# Velothon Wales 2015
La 1re édition du Velothon Wales a eu lieu le 14 juin 2015. La course fait partie du calendrier UCI Europe Tour 2015 en catégorie 1.1.
L'épreuve a été remportée en solitaire par le Danois Martin Mortensen (Cult Energy) cinq secondes devant un duo composé du Lituanien Ignatas Konovalovas (Marseille 13 KTM), qui termine deuxième, et du Belge Grégory Habeaux (Wallonie-Bruxelles).

## Présentation

### Équipes
Classé en catégorie 1.1 de l'UCI Europe Tour, le Velothon Wales est par conséquent ouvert aux WorldTeams dans la limite de 50 % des équipes participantes, aux équipes continentales professionnelles, aux équipes continentales et aux équipes nationales.
Seize équipes participent à ce Velothon Wales - une équipe continentale professionnelle, quatorze équipes continentales et une équipe nationale :
| Équipe continentale professionnelle | Équipe continentale professionnelle | Équipe continentale professionnelle |
| Nom de l'équipe                     | Pays                                | Code                                |
| ----------------------------------- | ----------------------------------- | ----------------------------------- |
| Cult Energy                         | Danemark                            | CLT                                 |

| Équipes continentales    | Équipes continentales | Équipes continentales |
| Nom de l'équipe          | Pays                  | Code                  |
| ------------------------ | --------------------- | --------------------- |
| 3M                       | Belgique              | MMM                   |
| AC Sparta Praha          | Tchéquie              | ASP                   |
| Alpha Baltic-Maratoni.lv | Lettonie              | ALB                   |
| Bike Aid                 | Allemagne             | BAI                   |
| JLT Condor               | Royaume-Uni           | JLT                   |
| Madison Genesis          | Royaume-Uni           | MGT                   |
| Marseille 13 KTM         | France                | M13                   |
| NFTO                     | Royaume-Uni           | NPC                   |
| ONE                      | Royaume-Uni           | ONE                   |
| Raleigh GAC              | Royaume-Uni           | RAL                   |
| Rietumu-Delfin           | Lettonie              | RBD                   |
| Start-Massi              | Paraguay              | STF                   |
| Wallonie-Bruxelles       | Belgique              | WBC                   |
| Wiggins                  | Royaume-Uni           | WGN                   |

| Équipe nationale                | Équipe nationale | Équipe nationale |
| Nom de l'équipe                 | Pays             | Code             |
| ------------------------------- | ---------------- | ---------------- |
| Équipe nationale du Royaume-Uni | Royaume-Uni      | GBR              |

### Règlement de la course

#### Primes
Les vingt prix sont attribués suivant le barème de l'UCI,. Le total général des prix distribués est de 14 477 €.
| Position | 1er     | 2e      | 3e      | 4e    | 5e    | 6e    | 7e    | 8e    | 9e    | 10e à 20e |
| Prix     | 5 785 € | 2 895 € | 1 445 € | 715 € | 580 € | 433 € | 433 € | 287 € | 287 € | 147 €     |

## Classements

### Classement final
| Classement final | Classement final    | Classement final | Classement final   | Classement final   |
|                  | Coureur             | Pays             | Équipe             | Temps              |
| ---------------- | ------------------- | ---------------- | ------------------ | ------------------ |
| 1er              | Martin Mortensen    | Danemark         | Cult Energy        | en 4 h 23 min 25 s |
| 2e               | Ignatas Konovalovas | Lituanie         | Marseille 13 KTM   | + 5 s              |
| 3e               | Grégory Habeaux     | Belgique         | Wallonie-Bruxelles | + 5 s              |
| 4e               | Russell Downing     | Royaume-Uni      | Cult Energy        | + 1 min 0 s        |
| 5e               | Marcin Białobłocki  | Pologne          | ONE                | + 1 min 0 s        |
| 6e               | Morgan Kneisky      | France           | Raleigh GAC        | + 1 min 0 s        |
| 7e               | Sébastien Delfosse  | Belgique         | Wallonie-Bruxelles | + 1 min 0 s        |
| 8e               | Krists Neilands     | Lettonie         | Rietumu-Delfin     | + 1 min 0 s        |
| 9e               | Joël Zangerlé       | Luxembourg       | Cult Energy        | + 1 min 0 s        |
| 10e              | Laurent Évrard      | Belgique         | Wallonie-Bruxelles | + 1 min 0 s        |
| modifier         |                     |                  |                    |                    |

### UCI Europe Tour
Ce Velothon Wales attribue des points pour l'UCI Europe Tour 2015, par équipes seulement aux coureurs des équipes continentales professionnelles et continentales, individuellement à tous les coureurs sauf ceux faisant partie d'une équipe ayant un label WorldTeam.
| Position,          | 1er | 2e | 3e | 4e | 5e | 6e | 7e | 8e | 9e | 10e | 11e | 12e |
| Classement général | 80  | 56 | 32 | 24 | 20 | 16 | 12 | 8  | 7  | 6   | 5   | 3   |

## Liste des participants
- Liste de départ complète

| Légende | Légende                                                                    | Légende | Légende                                                    |
| ------- | -------------------------------------------------------------------------- | ------- | ---------------------------------------------------------- |
| Num     | Dossard de départ porté par le coureur sur ce Velothon Wales               | Pos     | Position à l'arrivée de la course                          |
|         | Indique un maillot de champion national ou mondial, suivi de sa spécialité | NP      | Indique un coureur qui n'a pas pris le départ de la course |
| AB      | Indique un coureur qui n'a pas terminé la course                           | HD      | Indique un coureur qui a terminé la course hors des délais |

| -                     | -       | -   |
| --------------------- | ------- | --- |
| Num                   | Coureur | Pos |
| 1                     |         |     |
| 2                     |         |     |
| 3                     |         |     |
| 4                     |         |     |
| 5                     |         |     |
| 6                     |         |     |
| Directeur sportif : - |         |     |

| Cult Energy CLT       | Cult Energy CLT         | Cult Energy CLT |
| --------------------- | ----------------------- | --------------- |
| Num                   | Coureur                 | Pos             |
| 11                    | Russell Downing (GBR)   | 4e              |
| 12                    | Karel Hník (CZE)        | 16e             |
| 13                    | Gustav Larsson (SWE)    | NP              |
| 14                    | Romain Lemarchand (FRA) | 45e             |
| 15                    | Martin Mortensen (DEN)  | 1er             |
| 16                    | Joël Zangerlé (LUX)     | 9e              |
| Directeur sportif : ? |                         |                 |

| AC Sparta Praha ASP   | AC Sparta Praha ASP     | AC Sparta Praha ASP |
| --------------------- | ----------------------- | ------------------- |
| Num                   | Coureur                 | Pos                 |
| 21                    | Petr Fiala (CZE)        | AB                  |
| 22                    | Pavel Stöhr (CZE)       | 41e                 |
| 23                    | Tomáš Holub (cs) (CZE)  | AB                  |
| 24                    | Jiří Nesveda (cs) (CZE) | AB                  |
| 25                    | Jan Stöhr (CZE)         | 47e                 |
| 26                    | Václav Viktorin (CZE)   | AB                  |
| Directeur sportif : ? |                         |                     |

| Alpha Baltic-Maratoni.lv ALB | Alpha Baltic-Maratoni.lv ALB | Alpha Baltic-Maratoni.lv ALB |
| ---------------------------- | ---------------------------- | ---------------------------- |
| Num                          | Coureur                      | Pos                          |
| 31                           | Mārtiņš Trautmanis (LAT)     | AB                           |
| 32                           | Māris Bogdanovičs (LAT)      | AB                           |
| 33                           | Kristofers Rācenājs (LAT)    | AB                           |
| 34                           | Viesturs Lukševics (LAT)     | 19e                          |
| 35                           | Mārtiņš Savickis (LAT)       | AB                           |
| 36                           | Ansis Brēmanis (LAT)         | AB                           |
| Directeur sportif : ?        |                              |                              |

| Bike Aid BAI          | Bike Aid BAI            | Bike Aid BAI |
| --------------------- | ----------------------- | ------------ |
| Num                   | Coureur                 | Pos          |
| 41                    | Timo Schafer (GER)      | AB           |
| 42                    | Daniel Bichlmann (GER)  | 15e          |
| 43                    | Maarten de Jonge (NED)  | 40e          |
| 44                    | Joschka Beck (GER)      | AB           |
| 45                    | Matthias Schnapka (GER) | 53e          |
| 46                    | Mekseb Debesay (ERI)    | NP           |
| Directeur sportif : ? |                         |              |

| Rietumu-Delfin RBD    | Rietumu-Delfin RBD    | Rietumu-Delfin RBD |
| --------------------- | --------------------- | ------------------ |
| Num                   | Coureur               | Pos                |
| 51                    | Andris Smirnovs (LAT) | 32e                |
| 52                    | Emīls Liepiņš (LAT)   | AB                 |
| 53                    | Armands Bēcis (LAT)   | AB                 |
| 54                    | Peeter Pruus (EST)    | 30e                |
| 55                    | Krists Neilands (LAT) | 8e                 |
| 56                    | Lars Pria (ROU)       | AB                 |
| Directeur sportif : ? |                       |                    |

| Marseille 13 KTM M13  | Marseille 13 KTM M13       | Marseille 13 KTM M13 |
| --------------------- | -------------------------- | -------------------- |
| Num                   | Coureur                    | Pos                  |
| 61                    | Alexandre Blain (FRA)      | 52e                  |
| 62                    | Julien Loubet (FRA)        | 18e                  |
| 63                    | Ignatas Konovalovas (LTU)  | 2e                   |
| 64                    | Clément Penven (FRA)       | 28e                  |
| 65                    | Clément Saint-Martin (FRA) | 21e                  |
| 66                    | Evaldas Šiškevičius (LTU)  | 33e                  |
| Directeur sportif : ? |                            |                      |

| 3M MMM                | 3M MMM                    | 3M MMM |
| --------------------- | ------------------------- | ------ |
| Num                   | Coureur                   | Pos    |
| 71                    | Christophe Sleurs (BEL)   | NP     |
| 72                    | Connor McConvey (IRL)     | 34e    |
| 73                    | David Montgomery (IRL)    | 25e    |
| 74                    | Elliott Porter (en) (GBR) | 43e    |
| 75                    | Jake Tanner (GBR)         | NP     |
| 76                    | Dimitri Peyskens (BEL)    | 14e    |
| Directeur sportif : ? |                           |        |

| Start-Massi STF       | Start-Massi STF         | Start-Massi STF |
| --------------------- | ----------------------- | --------------- |
| Num                   | Coureur                 | Pos             |
| 81                    | Daniel Quicibal (GUA)   | AB              |
| 82                    | Axel Costa (ESP)        | 48e             |
| 83                    | Christoph Danner (GER)  | AB              |
| 84                    | Andreas Keuser (GER)    | 49e             |
| 85                    | Marco-Tapio Niemi (FIN) | AB              |
| 86                    | Rubén Caseny (ESP)      | 51e             |
| Directeur sportif : ? |                         |                 |

| Wiggins WGN           | Wiggins WGN               | Wiggins WGN |
| --------------------- | ------------------------- | ----------- |
| Num                   | Coureur                   | Pos         |
| 91                    | Andrew Tennant (GBR)      | 39e         |
| 92                    | Mark Christian (GBR)      | NP          |
| 93                    | Jonathan Dibben (GBR)     | NP          |
| 94                    | Owain Doull (GBR)         | 11e         |
| 95                    | Christopher Lawless (GBR) | AB          |
| 96                    | Luc Hall (GBR)            | AB          |
| Directeur sportif : ? |                           |             |

| Raleigh GAC RAL       | Raleigh GAC RAL        | Raleigh GAC RAL |
| --------------------- | ---------------------- | --------------- |
| Num                   | Coureur                | Pos             |
| 101                   | Karol Domagalski (POL) | 26e             |
| 102                   | Bradley Morgan (GBR)   | AB              |
| 103                   | Steven Lampier (GBR)   | 17e             |
| 104                   | Morgan Kneisky (FRA)   | 6e              |
| 105                   | George Pym (GBR)       | 29e             |
| 106                   | Samuel Lowe (GBR)      | 42e             |
| Directeur sportif : ? |                        |                 |

| Madison Genesis MGT   | Madison Genesis MGT   | Madison Genesis MGT |
| --------------------- | --------------------- | ------------------- |
| Num                   | Coureur               | Pos                 |
| 111                   | Thomas Stewart (GBR)  | 54e                 |
| 112                   | Mark McNally (GBR)    | 55e                 |
| 113                   | Michael Northey (NZL) | AB                  |
| 114                   | Matthew Holmes (GBR)  | 23e                 |
| 115                   | Erick Rowsell (GBR)   | 56e                 |
| 116                   | Liam Holohan (GBR)    | 12e                 |
| Directeur sportif : ? |                       |                     |

| NFTO NPC              | NFTO NPC               | NFTO NPC |
| --------------------- | ---------------------- | -------- |
| Num                   | Coureur                | Pos      |
| 121                   | Ian Bibby (GBR)        | 20e      |
| 122                   | Robert Partridge (GBR) | 46e      |
| 123                   | Jonathan McEvoy (GBR)  | AB       |
| 124                   | Samuel Harrison (GBR)  | AB       |
| 125                   | Dale Appleby (GBR)     | AB       |
| 126                   | Edward Dunbar (IRL)    | 24e      |
| Directeur sportif : ? |                        |          |

| JLT Condor JLT        | JLT Condor JLT        | JLT Condor JLT |
| --------------------- | --------------------- | -------------- |
| Num                   | Coureur               | Pos            |
| 131                   | Kristian House (GBR)  | AB             |
| 132                   | Harry Tanfield (GBR)  | AB             |
| 133                   | David McCarthy (IRL)  | AB             |
| 134                   | Dante Carpenter (GBR) | 44e            |
| 135                   | Graham Briggs (GBR)   | NP             |
| 136                   | Edward Clancy (GBR)   | AB             |
| Directeur sportif : ? |                       |                |

| ONE                   | ONE                      | ONE |
| --------------------- | ------------------------ | --- |
| Num                   | Coureur                  | Pos |
| 141                   | Yanto Barker (GBR)       | 38e |
| 142                   | Marcin Białobłocki (POL) | 5e  |
| 143                   | Tom Baylis (GBR)         | 57e |
| 144                   | Peter Williams (GBR)     | 35e |
| 145                   | Jonathan Mould (GBR)     | AB  |
| 146                   | Joshua Hunt (GBR)        | 31e |
| Directeur sportif : ? |                          |     |

| Équipe nationale du Royaume-Uni GBR | Équipe nationale du Royaume-Uni GBR | Équipe nationale du Royaume-Uni GBR |
| ----------------------------------- | ----------------------------------- | ----------------------------------- |
| Num                                 | Coureur                             | Pos                                 |
| 151                                 | Daniel Pearson (GBR)                | 27e                                 |
| 152                                 | Owen James (GBR)                    | NP                                  |
| 153                                 | Dylan Kerfoot-Robson (GBR)          | AB                                  |
| 154                                 | Christopher Latham (GBR)            | 50e                                 |
| 155                                 | Stephen Williams (GBR)              | 22e                                 |
| 156                                 | Mark Stewart (GBR)                  | AB                                  |
| Directeur sportif : ?               |                                     |                                     |

| Wallonie-Bruxelles WBC | Wallonie-Bruxelles WBC   | Wallonie-Bruxelles WBC |
| ---------------------- | ------------------------ | ---------------------- |
| Num                    | Coureur                  | Pos                    |
| 161                    | Laurent Évrard (BEL)     | 10e                    |
| 162                    | Julien Stassen (BEL)     | 13e                    |
| 163                    | Antoine Warnier (BEL)    | 36e                    |
| 164                    | Grégory Habeaux (BEL)    | 3e                     |
| 165                    | Kevyn Ista (BEL)         | 37e                    |
| 166                    | Sébastien Delfosse (BEL) | 7e                     |
| Directeur sportif : ?  |                          |                        |